# 幻霧ノ塔ト剣ノ掟
『幻霧ノ塔ト剣ノ掟』（げんむノとうトつるぎノおきて）は、2008年5月22日にサクセスより発売されたニンテンドーDS用ゲームソフト。

## 概要
システムは古典的で、『ウィザードリィ』に近いスタイルの3DダンジョンRPG。
なお、オリジナルモードはワイヤーフレーム表示とFM音源風サウンドに変わる。